# Oftofor
Oftofor, Oftfor ou Estfor foi bispo de Vigórnia, consagrado em 691 pelo bispo de Iorque Vilfredo, e cujo bispado durou até após abril de 693. Se sabe que, em data incerta, foi ao Reino de Câncio, onde se juntou ao arcebispo Teodoro de Tarso (r. 668–690) e passou algum tempo ocupado com estudos sagrados. Beda menciona que o bispo fez uma jornada para Roma, que naquele tempo era tido como grande mérito, e para o Reino dos Huícios, onde permaneceu por muito tempo pregando.
Oftofor foi testemunha de um documento do rei Oser que concedia a abadesa Cutesuída 15 hidas em Penintanham (talvez Inkberrow, em Vigórnia) e Dyllawidu (localização incerta), à fundação de uma catedral. Oftofor também é referido em dois documentos, ambos de Etelredo da Mércia, que lhe concediam terras: o primeiro, de 697/699, registra 44 hidas em Fladbury, Vigórnia, para o restabelecimento da vida monástica local; o segundo, de 691/699, 30 hidas em Henbury e Aust, Glócester.